# Indiana Jones und das Rad des Schicksals
Indiana Jones und das Rad des Schicksals (Originaltitel: Indiana Jones and the Dial of Destiny) ist ein Abenteuerfilm von James Mangold aus dem Jahr 2023 und der fünfte Teil der Indiana-Jones-Filmreihe. In der Hauptrolle als Professor Henry „Indiana“ Jones jr. ist erneut Harrison Ford zu sehen. Das Werk wurde im Sommer 2021 gedreht und am 18. Mai 2023 im Rahmen der Internationalen Filmfestspiele von Cannes uraufgeführt. Der Film startete am 29. Juni 2023 in der deutschsprachigen EU und kam am darauffolgenden Tag in die US-amerikanischen Kinos. Von der Kritik wurde Das Rad des Schicksals zum Kinostart gemischt aufgenommen. Englischsprachige Rezensenten bewerteten den Film mehrheitlich als schwächsten Teil der Indiana-Jones-Reihe.

## Handlung
Der Archäologe Dr. Henry „Indiana“ Jones jr. und sein Kollege Basil Shaw aus Oxford werden im Jahr 1944 bei der Jagd nach der Lanze des Longinus von den Nationalsozialisten festgenommen. Shaw wird in einem Zug abtransportiert, mit dem die Nazis um den Astrophysiker Dr. Jürgen Voller geraubte archäologische Schätze vor den heranrückenden alliierten Verbänden in Sicherheit bringen wollen, während Jones vor Ort hingerichtet werden soll. Als er gerade erhängt werden soll, schlägt eine Fliegerbombe ein, woraufhin Jones die Flucht gelingt. Im Zug stellt Voller fest, dass die im Besitz der Nazis befindliche Lanze eine Fälschung ist, wird jedoch auf den Mechanismus von Antikythera aufmerksam, eine Art mechanische Uhr, die vom altgriechischen Mathematiker Archimedes gebaut wurde und mit der man natürlich auftretende Raum-Zeit-Übergänge aufspüren könne. Parallel verfolgt und entert Jones den Zug, überwältigt Teile der an Bord befindlichen Nazis und rettet Shaw, wobei sie Voller die Antikythera abnehmen. Von einer Brücke, die die Alliierten zerstören, stürzen die beiden Forscher schließlich in einen Fluss.
Im August 1969 lebt Jones getrennt von seiner Frau Marion Ravenwood in New York, nachdem sein Sohn Mutt als Soldat im Vietnamkrieg ums Leben gekommen ist. Als Professor hält er seine letzte Vorlesung vor gelangweilten Studenten am Hunter College, bevor er in den Ruhestand verabschiedet wird. Dabei begegnet er seiner Patentochter Helena Shaw – die Tochter seines inzwischen verstorbenen Kollegen Basil Shaw –, die ihn auf das Antikythera-Artefakt anspricht. Jones erzählt ihr, dass dieses von Archimedes angesichts seiner immensen Kräfte in zwei Teile gebrochen wurde und dass ihr Vater vom Mechanismus besessen war. Als die beiden das erste Teilstück aus dem Lager des College holen, werden sie von Handlangern Vollers angegriffen, der jetzt unter falschem Namen für die NASA arbeitet. Helena entkommt mit dem Teilstück; Jones gelingt es, seine Verfolger in einer Parade, mit der der Erfolg der Apollo-11-Misson gefeiert wird, abzuschütteln. Auf dem Rückweg zu seiner Wohnung trifft er seinen alten Freund Sallah, der inzwischen in die USA eingewandert ist und als Taxifahrer arbeitet.
Mithilfe von durch Sallah erhaltenen Informationen reist Jones nach Tanger. Dort versucht Helena gerade, ihr Teilstück des Mechanismus auf einer privaten Auktion in einem Hotel zu verkaufen. Als Jones sie dabei unterbricht, treffen auch Voller und seine Männer ein und bringen das Artefakt in ihren Besitz. Jones flieht mit Helena und ihrem jungen Begleiter Teddy Kumar in einer Autorikscha vor den anderen Gangstern und verfolgt seinerseits Voller in einer wilden Jagd, kann ihn aber nicht einholen. Jones überzeugt Helena davon, dass sie zusammenarbeiten und Voller bei der Suche nach dem verlorenen Teilstück des Mechanismus zuvorkommen müssen.
Sie reisen weiter nach Griechenland. Dort bekommen sie Hilfe vom Tiefseetaucher Renaldo, mit dem Jones befreundet ist. Im abgerissenen, bisher unerforschten Teil des Schiffswracks, in dem bereits das erste Teilstück entdeckt wurde, finden sie den Grafikos, eine antike Wachstafel, die Informationen zum Verbleib des Rests des Mechanismus enthält. Als sie wieder auftauchen, wurde das Boot bereits von Voller und seinen Leuten in ihre Gewalt gebracht. Voller tötet Renaldo, um die Übersetzung des Grafikos zu erzwingen, nachdem Jones sich geweigert hat zu kooperieren. Helena übernimmt die Übersetzung, lockt Voller damit aber auf eine falsche Fährte nach Alexandria. Sie sprengt das Schiff und entkommt mit Jones und Teddy auf Vollers Boot. Dabei erkennt Jones, dass der wirkliche Grafikos eine goldene Scheibe ist, die in der Wachstafel versteckt war.
Der Grafikos führt sie nach Syrakus, wo Teddy von Vollers Leuten – die dem Boot heimlich gefolgt waren – entführt wird. Jones und Helena klettern in eine als Ohr des Dionysios bekannte Höhle. Dort finden sie tief im Inneren der Höhle schließlich das Grab des Archimedes. In den Händen des Skelettes von Archimedes liegt die gesuchte zweite Hälfte der Antikythera; seltsamerweise wird das Handgelenk von einer modernen Armbanduhr umschlossen. Daraus schließen sie, dass es sich bei der Antikythera um eine Art Zeitmaschine handelt. Allerdings taucht Voller samt Schergen kurz danach auf, doch Helena und Teddy gelingt in einem Moment der Unachtsamkeit die Flucht. Jones hingegen wird angeschossen und gefangen genommen.
In einem Flugzeug der deutschen Luftwaffe, das einer Heinkel 111 ähnelt, verrät Voller seinen Plan: Mit der zusammengesetzten Antikythera will er eine Zeitreise ins Jahr 1939 durchführen, um den Lauf der Geschichte zu ändern: er will Adolf Hitler am Prinzregentenplatz töten, dessen Amt als Führer übernehmen und den Nazis zum Sieg über die Alliierten verhelfen. Helena schafft es, in das Flugzeug zu klettern, während Teddy ihnen in einem anderen Flieger folgt. Der gefesselte Jones erkennt, dass Voller die Kontinentaldrift nicht berücksichtigt hat und so von der Antikythera ungenaue Koordinaten des Raum-Zeit-Überganges erhält. Deshalb spuckt das Portal die Flugzeuge nicht im Jahr 1939 aus, sondern in einer völlig anderen Zeit, nämlich bei der Belagerung von Syrakus (214–212 v. Chr.). Während das Flugzeug von den antiken Kriegsparteien mit Katapulten von Schiffen aus abgeschossen wird und Voller und seine Handlanger sterben, landen Jones und Helena mit einem Fallschirm im antiken Syrakus. Dort begegnen sie Archimedes persönlich, der dem verstorbenen Voller die Armbanduhr abnimmt; dadurch erklärt sich die Uhr in dessen Grabmal. Auch stellt sich heraus, dass nicht die Kontinentaldrift verantwortlich war, sondern dass der Mechanismus so konzipiert wurde, dass jeder Nutzer zum Zeitpunkt der Belagerung gelangt, um bei der Verteidigung der Stadt helfen zu können. Jones ist so begeistert, dass er dort in der Antike bleiben möchte. Helena sieht einerseits dadurch jedoch einen zu großen Einfluss auf die Geschichte und erkennt andererseits, dass er aufgrund der mangelnden medizinischen Versorgung dort sterben könnte. Obwohl Jones sie darum bittet, ohne ihn zurückkehren, befördert sie ihn mit einem Faustschlag ins Flugzeug und zurück ins Jahr 1969.
In seiner Wohnung in New York wacht Jones noch verletzt, aber einigermaßen gesund auf. Dort trifft er nicht nur Helena, Teddy sowie Sallah und dessen Enkel, sondern auch wider Erwarten Marion. Die beiden versöhnen sich und erinnern sich an gemeinsame Erlebnisse. Zum Schluss greift eine Hand – impliziert wird Jones selbst – wieder nach dessen Hut.

## Produktion

### Hintergrund
Kurze Zeit nach der Veröffentlichung von Indiana Jones und das Königreich des Kristallschädels (2008) schlug der Produzent George Lucas vor, einen neuen Indiana-Jones-Film mit Shia LaBeoufs Figur Mutt aus dem vierten Teil der Reihe als Protagonist umzusetzen. Indiana Jones sollte hierbei eine ähnliche Rolle einnehmen wie einst sein Vater in Indiana Jones und der letzte Kreuzzug, gespielt von Sean Connery. Diese Idee wurde jedoch wieder verworfen. Nach der Übernahme von Lucasfilm durch Disney erwarb der Konzern im Dezember 2013 die Rechte an der Marke Indiana Jones und somit auch für kommende Fortsetzungen. Nachdem die Idee eines fünften Indiana-Jones-Films jahrelang im Raum gestanden hatte, gab die Lucasfilm-Präsidentin Kathleen Kennedy im Mai 2015 schließlich bekannt, dass eine Fortsetzung der Reihe erscheinen werde.
Am 15. März 2016 verkündete Disney, dass am 19. Juli 2019 unter der Regie von Steven Spielberg der fünfte Indiana-Jones-Film erscheinen solle. Im Zuge dessen wurde auch die erneute Teilnahme Harrison Fords in seiner Paraderolle bestätigt. Für das Drehbuch wurde David Koepp verpflichtet. Neben Kathleen Kennedy und Frank Marshall als Produzenten kehrte auch George Lucas als ausführender Produzent für das Projekt zurück. Steven Spielberg, der bereits in den ersten vier Indiana-Jones-Filmen Regie geführt hatte, war zunächst auch wieder als Regisseur des neuen Films vorgesehen. Dieser gab nach der Bekanntgabe des Projekts an, die Arbeiten an Indiana Jones 5 aufzunehmen, sobald er seinen Film Ready Player One (2018) fertig gestellt habe.
Obwohl das Drehbuch spätestens im September 2017 vollendet war, wurde im Juni 2018 berichtet, dass sich die Dreharbeiten, die eigentlich im April 2019 starten sollten, verzögern würden, da noch nicht alle Verantwortlichen mit dem Drehbuch zufrieden seien. Jon Kasdan, der gemeinsam mit seinem Vater Lawrence Kasdan zuvor das Drehbuch für Solo: A Star Wars Story (2018) für Lucasfilm verfasst hatte, ersetzte daraufhin David Koepp als Drehbuchautor. Kurz darauf wurde der Starttermin, der inzwischen für Juni 2020 angesetzt war, auf den 9. Juli 2021 verschoben. Im Mai 2019 hingegen wurde Kasdan, kurz nachdem dieser den ersten Drehbuchentwurf fertig gestellt hatte, durch den US-amerikanischen Drehbuchautor Dan Fogelman ersetzt, und auch David Koepp schloss sich dem Autorenteam erneut an. Die Dreharbeiten sollten ursprünglich im April 2020 beginnen. Kurz vor dem eigentlichen Drehbeginn verließ Steven Spielberg das Projekt jedoch als Regisseur und wurde durch James Mangold ersetzt. Spielberg begründete seine Entscheidung damit, er wolle „Platz machen für eine neue Generation, die ihre Perspektive der Geschichte einbringen soll“, verblieb jedoch als ausführender Produzent.
Im April 2020 wurde der Film schließlich erneut aufgrund der COVID-19-Pandemie auf den 29. Juli 2022 verschoben. Einen Monat später bestätigte der Produzent Frank Marshall den Beginn der Arbeit an dem neuen Drehbuch, das nun komplett von Jonathan Kasdan verfasst werden soll. Im Juni bestätigte der bisherige Drehbuchautor David Koepp, dass er nicht mehr am Projekt beteiligt sei. James Mangold selbst soll sowohl einige Ideen für Handlungselemente des Films gegeben als auch stellenweise am Drehbuch mitgewirkt haben. Später wurde bekannt gegeben, dass neben Mangold auch John-Henry Butterworth und Jez Butterworth am finalen Drehbuch gearbeitet haben.

### Dreharbeiten
Die Dreharbeiten begannen Anfang Juni 2021 in den Pinewood Studios nahe London. Im September und Oktober 2021 fanden Außendreharbeiten u. a. am Ohr des Dionysos (Syrakus, Sizilien) und am Kastell von Castellammare del Golfo und am Tempel von Segesta (Trapani, Sizilien) statt.

### Besetzung

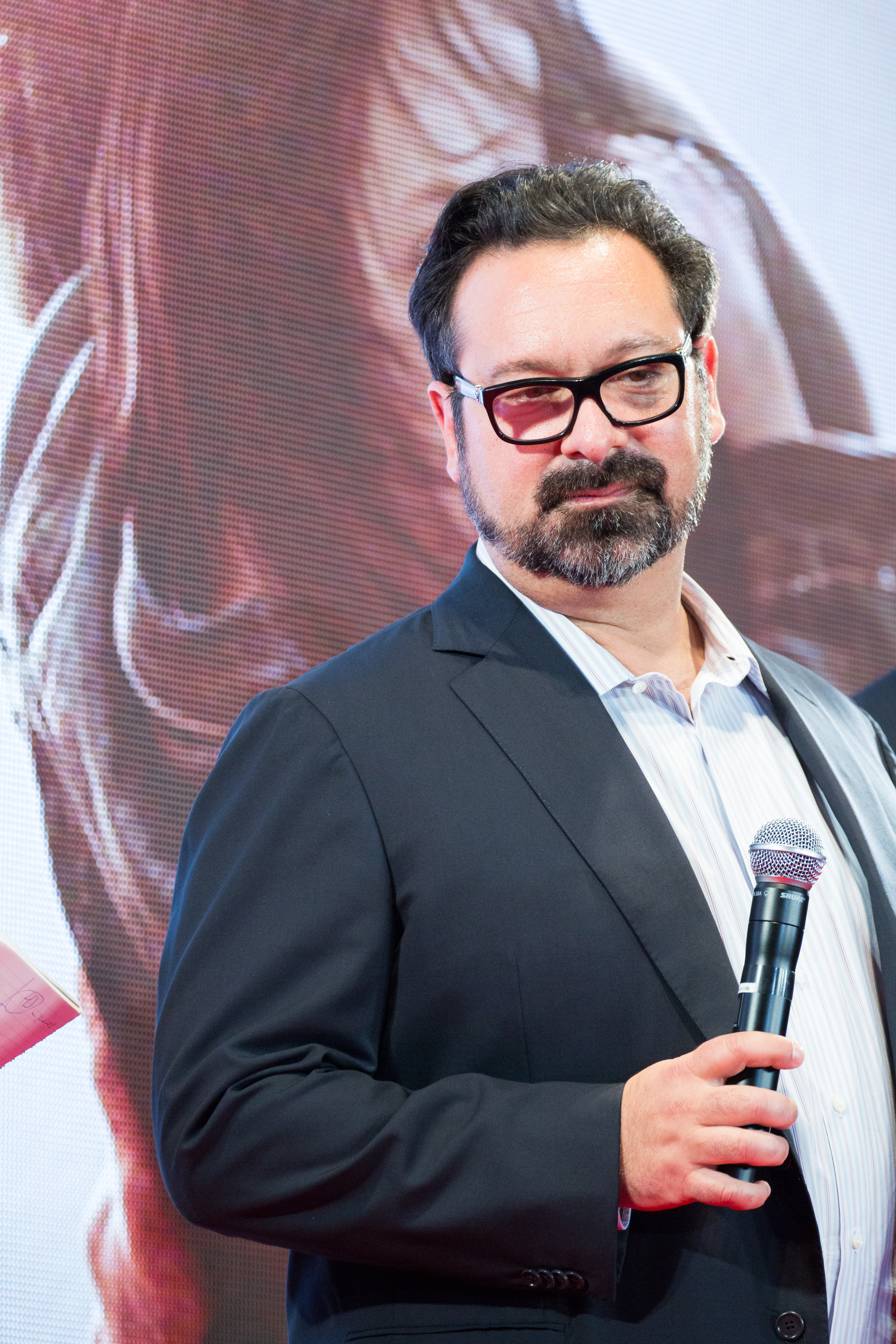
James Mangold, Regisseur von Indiana Jones 5

Nach Harrison Ford als Indiana Jones stießen im April 2021 Phoebe Waller-Bridge als Helena Shaw, Mads Mikkelsen als Dr. Jürgen Voller und Thomas Kretschmann als SS-Standartenführer Weber sowie im Folgemonat Boyd Holbrook als Klaber und Shaunette Renée Wilson als Mason zur Besetzung. Später schlossen sich Toby Jones und Antonio Banderas als Basil Shaw sowie Renaldo der Besetzung an, ehe im September 2022 die Rückkehr von John Rhys-Davies als Sallah bekannt wurde, welcher die Rolle bereits im ersten und dritten Teil der Reihe verkörperte. Ein Anfang Juni 2023 veröffentlichtes Filmposter bestätigte überdies die Mitwirkung von Karen Allen als Marion Ravenwood, die ebenfalls im ersten sowie im vierten Teil auftrat. Weiterhin übernahm Nasser Memarzia die Rolle des Archimedes, während der zum Zeitpunkt der Dreharbeiten 14-jährige Ethann Isidore sein Filmdebüt als Teddy Kumar gab.

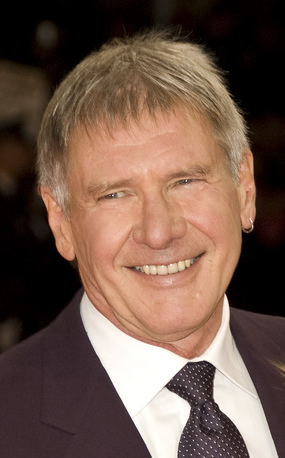
Harrison Ford spielt Prof. Henry „Indiana“ Jones, Jr.
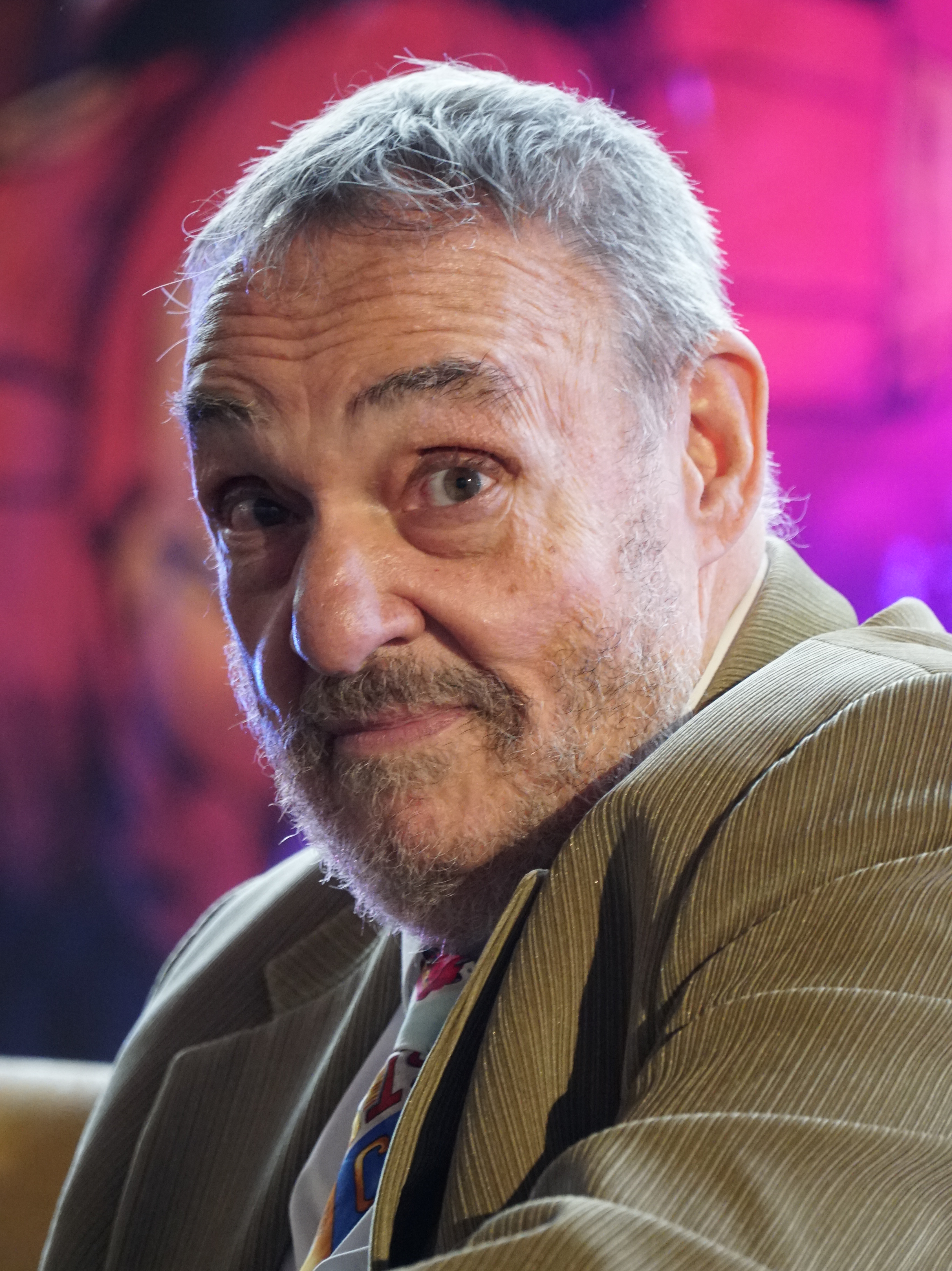
John Rhys-Davies spielt Sallah
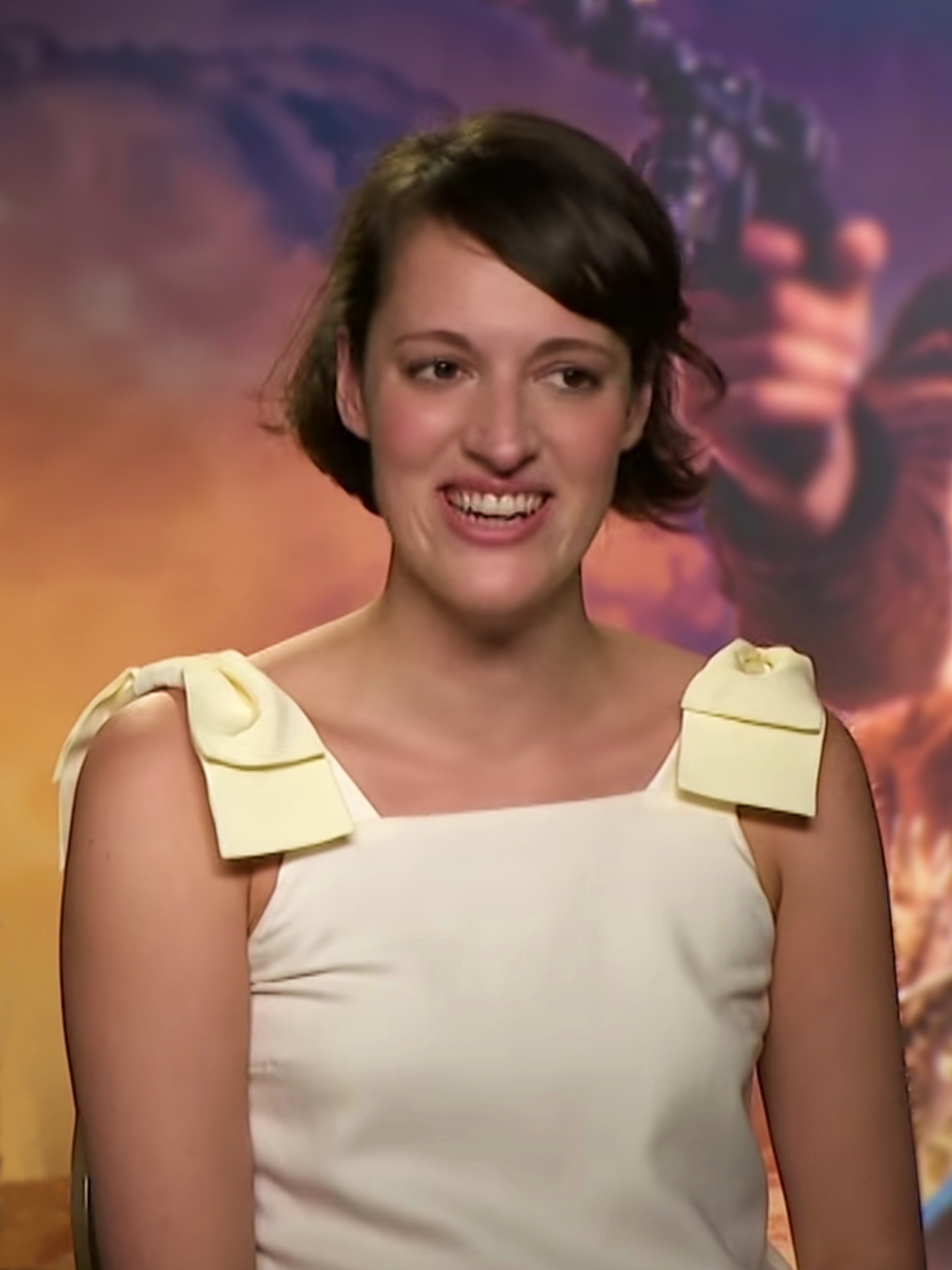
Phoebe Waller-Bridge spielt Helena Shaw
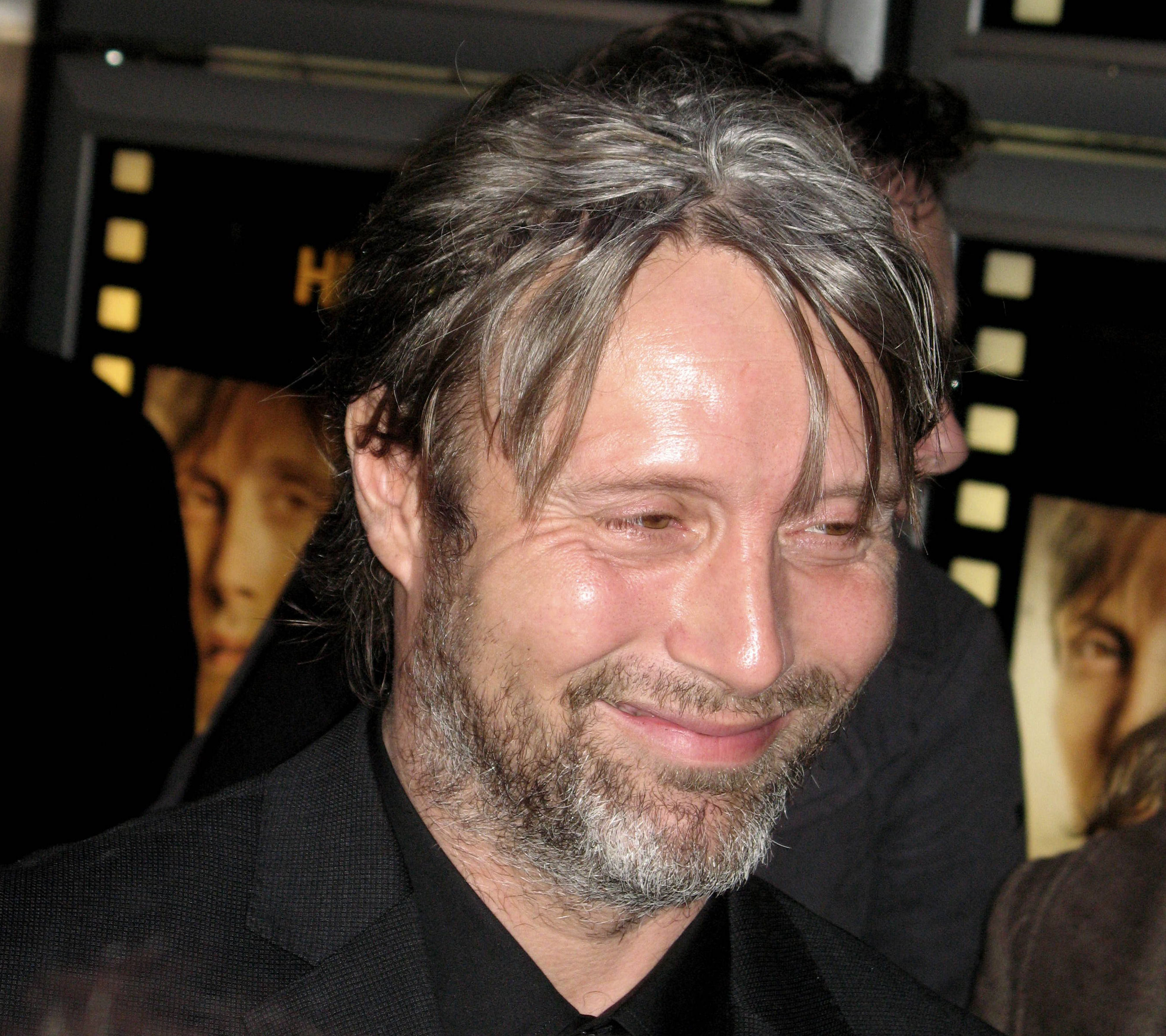
Mads Mikkelsen spielt Dr. Jürgen Voller
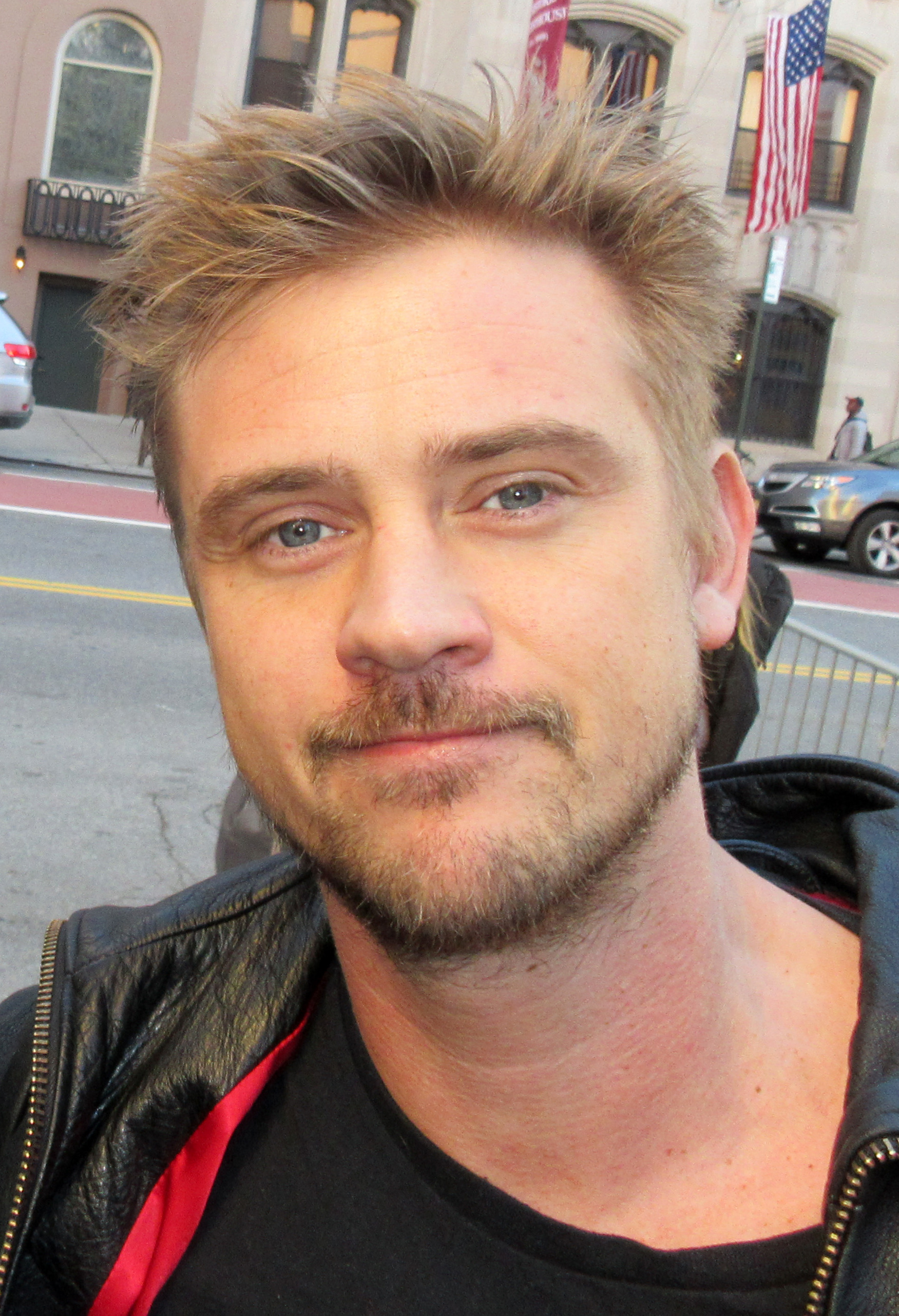
Boyd Holbrook spielt Klaber
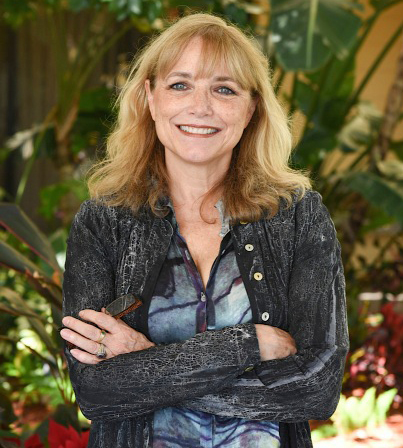
Karen Allen spielt Marion Ravenwood
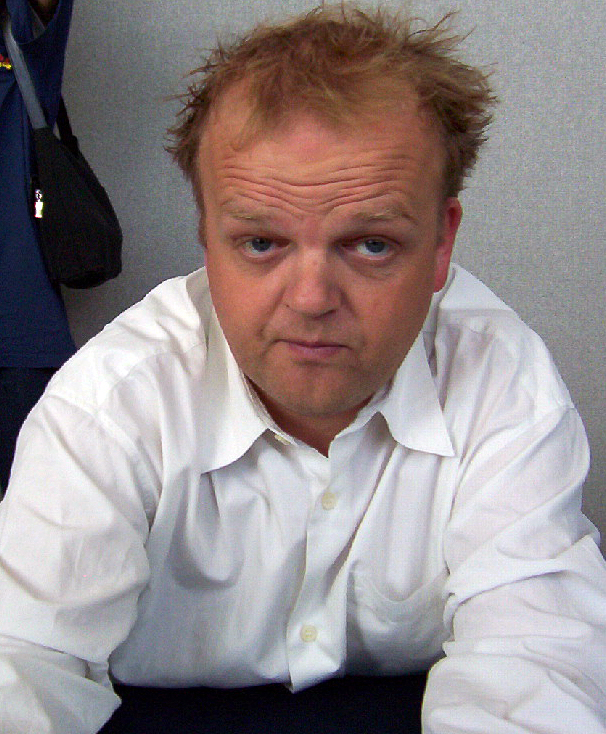
Toby Jones spielt Basil Shaw
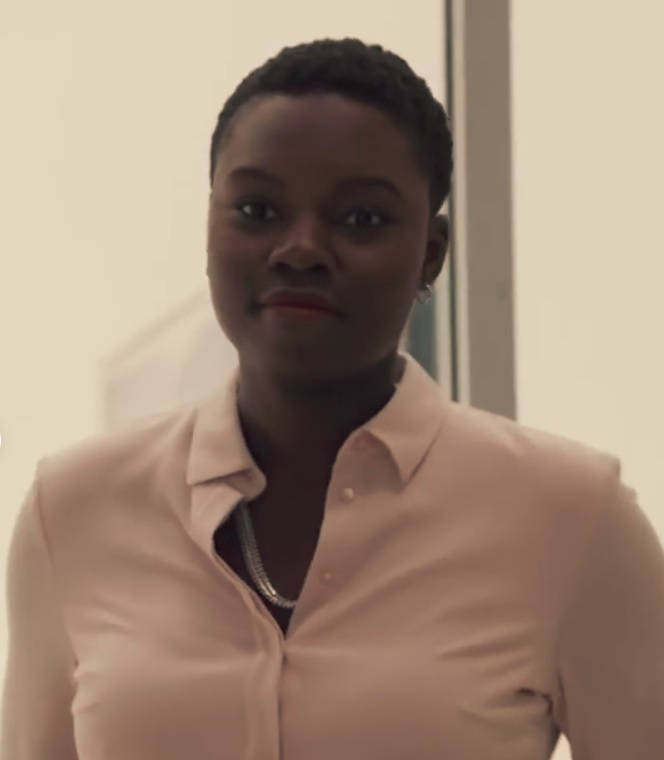
Shaunette Renée Wilson spielt Mason
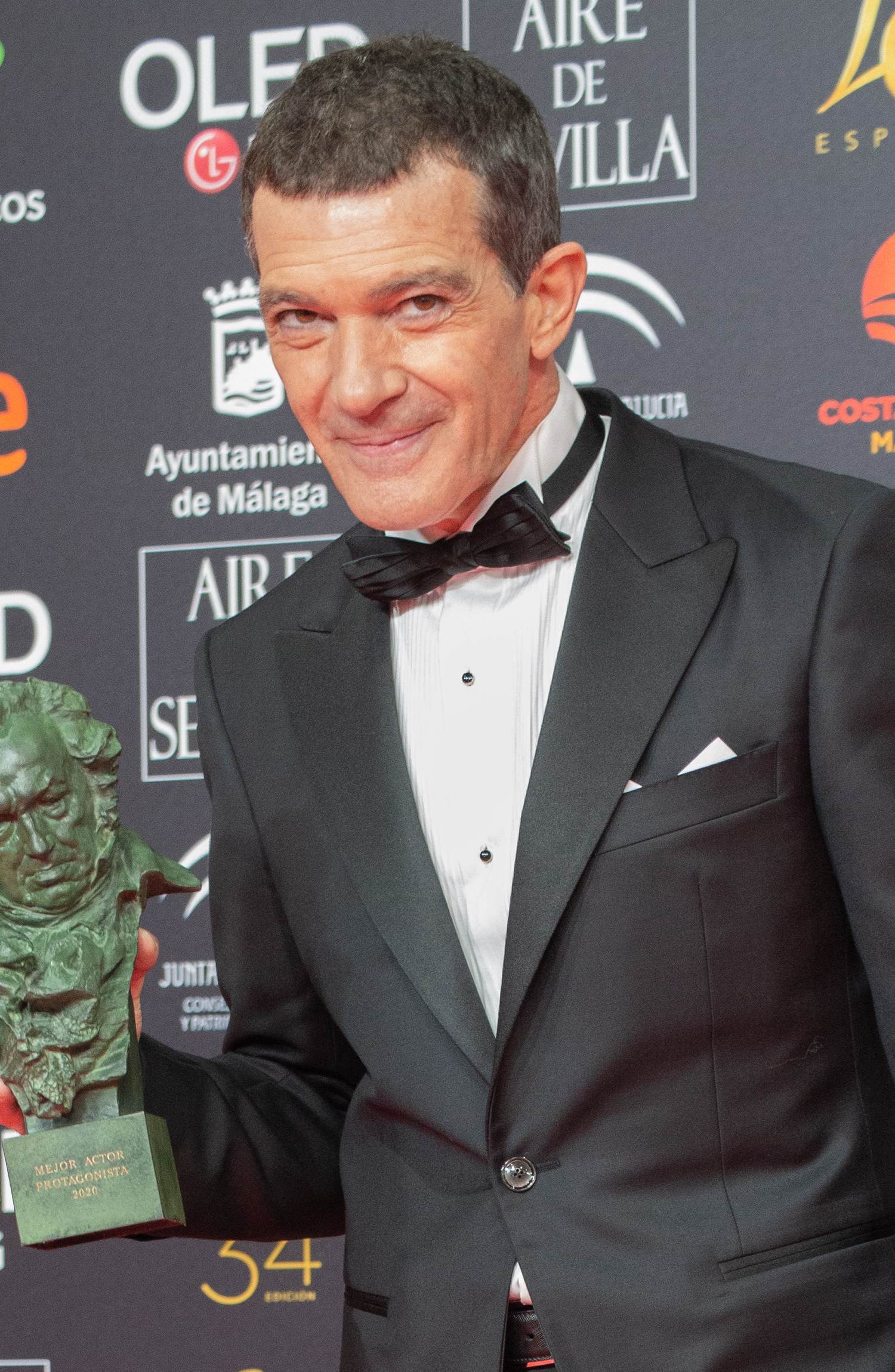
Antonio Banderas spielt Renaldo
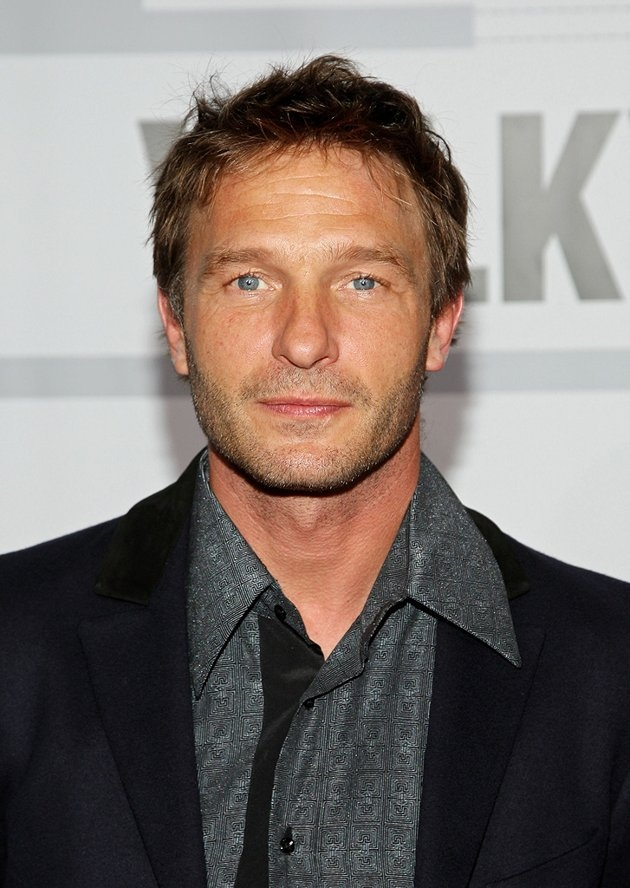
Thomas Kretschmann spielt SS-Oberführer Weber

## Synchronisation
Die deutschsprachige Synchronisation entstand nach einem Dialogbuch und unter der Dialogregie von Björn Schalla bei Iyuno-SDI Group Germany.
Die titelgebende Figur erhielt im Deutschen mit Wolfgang Pampel wieder die Stimme aus den Vorgängern, während Reinhard Scheunemann die Rolle des Sallah von Helmut Krauss übernahm. Als Stimme von Marion fungiert anstelle von Eva Kryll wie im vierten Teil erneut Christina Hoeltel, die sie bereits im ersten Film sprach.
| Rolle                     | Darsteller             | Synchronsprecher     |
| ------------------------- | ---------------------- | -------------------- |
| Indiana Jones             | Harrison Ford          | Wolfgang Pampel      |
| Sallah                    | John Rhys-Davies       | Reinhard Scheunemann |
| Helena Shaw               | Phoebe Waller-Bridge   | Kathrin Gaube        |
| Jürgen Voller             | Mads Mikkelsen         | Axel Malzacher       |
| Klaber                    | Boyd Holbrook          | Björn Schalla        |
| Teddy Kumar               | Ethann Isidore         | Thoralf Theusner     |
| Marion Ravenwood          | Karen Allen            | Christina Hoeltel    |
| Basil Shaw                | Toby Jones             | Lutz Schnell         |
| Mason                     | Shaunette Renée Wilson | Alice Bauer          |
| Renaldo                   | Antonio Banderas       | Bernd Vollbrecht     |
| SS-Standartenführer Weber | Thomas Kretschmann     | Thomas Kretschmann   |
| Archimedes                | Nasser Memarzia        | Stefan Gossler       |
| Luigi                     | Corrado Invernizzi     | Maximilian Dirr      |
| Prof. Plimpton            | Guy Paul               | Lutz Riedel          |
| Mandy                     | Anna Francolini        | Marianne Groß        |

## Veröffentlichung

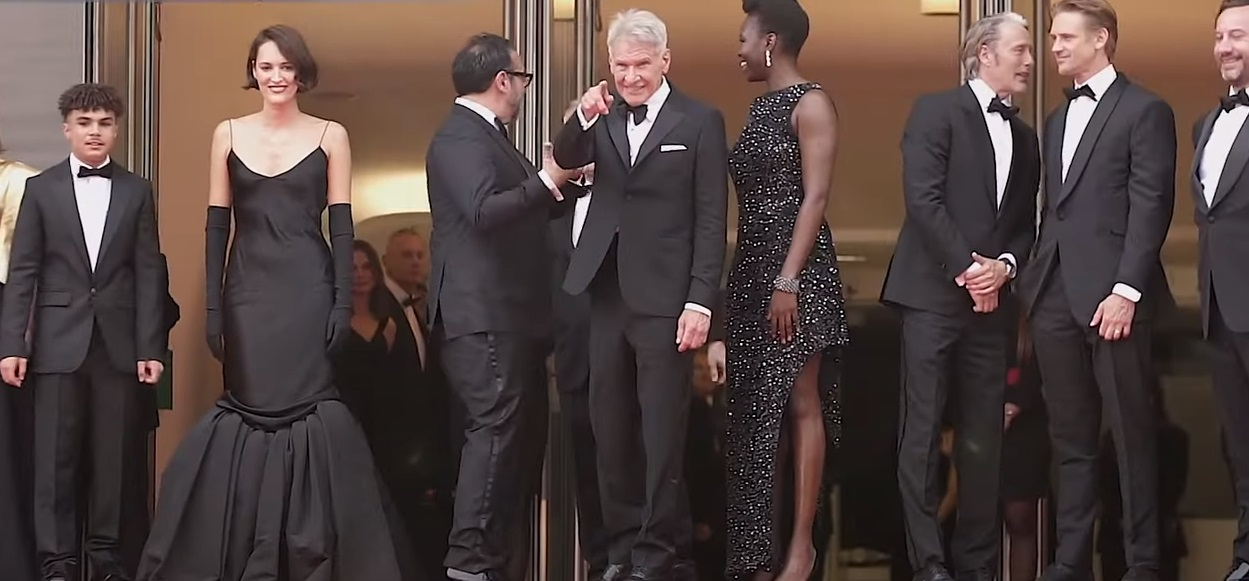
Die Premiere des Films fand im Mai 2023 bei den Internationalen Filmfestspielen in Cannes statt

Zwar spielte der Film an den Kinokassen weltweit 384 Millionen US-Dollar ein, aufgrund der ausgeuferten Produktions- und Marketingkosten wird der Verlust für Disney dennoch auf rund 143 Millionen Dollar geschätzt. Anschließende Streaming- und Heimvideo-Verwertung ist dabei noch nicht einkalkuliert, so dass sich der Verlust noch verringern wird.
Im ersten deutschsprachigen Trailer, der am 1. Dezember 2022 veröffentlicht wurde, lautete der Filmtitel Indiana Jones und der Ruf des Schicksals. In einer Wiederveröffentlichung dieses Trailers am 14. März 2023 wurde der Titel zu Indiana Jones und das Rad des Schicksals geändert.
Der Film wurde am 18. Mai 2023 im Rahmen der Internationalen Filmfestspiele von Cannes außer Konkurrenz uraufgeführt. Gleichzeitig wurde Hauptdarsteller Harrison Ford dort eine offizielle Ehrung zuteil. Indiana Jones und das Rad des Schicksals kam am 29. Juni 2023 in die Kinos deutschsprachiger Länder, am darauffolgenden Tag erfolgte der Start in den US-amerikanischen Kinos.
In den Vereinigten Staaten kam der Film kurz vor dem Unabhängigkeitstag in die Kinos. In den ersten fünf Tagen inklusive dieses Feiertags wurden an den US-Kinokassen 82 Millionen Dollar eingespielt. Dies war nur wenig mehr als bei dem als Misserfolg geltenden Film Superman Returns im Jahr 2006.

### DVD-Veröffentlichung
Auf DVD wurde der Film von Walt Disney in Deutsch, Englisch und Italienisch am 8. Dezember 2023 veröffentlicht.

## Rezeption

### Kritiken

#### Englischsprachige Medien
Anfang Juli 2023 empfahlen auf der Website Rotten Tomatoes 68 Prozent der dort gelisteten Kritiker den Film weiter, basierend auf fast 300 ausgewerteten englischsprachigen Rezensionen und einer Durchschnittswertung von 6,4 von 10 Punkten. Damit wird Indiana Jones und das Rad des Schicksals von der Filmkritik mehrheitlich als schwächster Teil der Reihe angesehen, hinter Jäger des verlorenen Schatzes (93 Prozent Zustimmung), Der letzte Kreuzzug (84 Prozent), Der Tempel des Todes und Das Königreich des Kristallschädels (jeweils 77 Prozent). Das Fazit der Seite lautet, dass der fünfte Teil „nicht so spannend wie frühere Abenteuer“ sei. Dennoch ließen sich dank des „nostalgischen Ansturms“ („nostalgic rush“), den Hauptdarsteller Harrison Ford auf der Kinoleinwand auslöse, ein „paar letzte filmische Schätze“ entdecken. Dagegen wurde der Film vom Rotten-Tomatoes-Kinopublikum mit 90 Prozent Weiterempfehlung besser aufgenommen.
Auf der Website Metacritic erhielt Das Rad des Schicksals einen Zuspruch von 57 Prozent, basierend auf 60 ausgewerteten englischsprachigen Kritiken. Dies entspricht gemischten oder durchschnittlichen Kritiken („mixed or average reviews“).

#### Deutschsprachige Kritiken
Kritiker deutschsprachiger Medien äußerten sich unterschiedlich über den Film.
Peter Körte schrieb in der FAS, dass es dem Film nicht immer gut bekomme, auf De-Aging zu setzen. Der Regisseur verstehe sich zwar auf den für Indy-Filme typischen, „immer nur kurz unterbrochenen Reigen von Actionsequenzen“, aber „leider auch nicht auf mehr.“ Die Möglichkeit zu einem „wirklich originellen Finale, das sich aus dem Zeitreise-Motiv ergeben hätte,“ sei ungenutzt geblieben. In der NZZ urteilte Andreas Scheiner, dass der Film „wie durchgepeitscht“ wirke: „Geniessen kann man nichts. Die Raserei reisst nie ab, das scheint dramaturgisch die Idee.“ Scheiner schloss daraus, dass Hollywood „ADHS“ habe und Geschichten „weniger erzählt als getaktet“ würden. Für Jenni Zylka von der TAZ bietet der Film nicht genug Neues: „Anstatt sich also wirklich mit dem Thema Alter zu beschäftigen und ihm als weiblichen Gegenpart etwa ebenfalls eine best-agerin an die Seite zu stellen; oder anstatt Action und Rhythmus anders, neu zu denken; oder die Ironie zumindest zum Teil durch Trauer, Sehnsucht, Verzweiflung zu ersetzen, wirkt „Indiana Jones und das Rad des Schicksals“ ein wenig wie ein langer Trailer zu den früheren Filmen.“
Hingegen befand Patrick Wellinski im Deutschlandfunk Kultur, der Film sei „ein gelungener Beitrag zur legendären Filmreihe“, bleibe seinem Erbe treu und schaffe es dennoch, frische Impulse zu setzen. Damit werde Indiana Jones mit viel Würde zu Ende erzählt. Gregor Wossilus zeigt sich beim BR auch zufrieden: „Hier ist ein turbulentes, schrilles Spektakel gelungen, das Fans der ersten Stunde einige nostalgische Momente bescheren wird. Und das sich nicht scheut, auch mal völlig abgedreht zu sein. Gerade das Finale des Films [...] dürfte die Zuschauer spalten. Insgesamt macht der Abschied von Indiana Jones aber ganz viel Spaß.“ Zu einem gemischten Fazit kommt Christoph Petersen bei filmstarts.de. Er lobt im Vergleich zum vierten Film bessere CGI-Effekte und einen besseren Sidekick, sieht aber Mängel bei den Actionszenen. Insgesamt könne es Indiana Jones 5 „zwar nicht mit den ersten drei Filmen der Reihe aufnehmen, ist aber gut genug, dass Indy jetzt besten Gewissens Hut und Peitsche an den Nagel hängen kann.“ Zu einer zwiespältigen Einschätzung kommt auch Michael Hille bei Focus. Er lobt vor allem den Prolog in der Nazi-Zeit: „Diese meisterhafte Sequenz alleine rechtfertigt das Kinoticket. Und danach? Da geht der eigentliche Film los – und ist überraschend in Ordnung.“ Das größte Problem hat er mit dem Finale: Das sei „nahezu indiskutabel“ und „ein absolutes Nonsense-Spektakel“.

### Auszeichnungen
Critics’ Choice Super Awards 2024
- Nominierung als Bester Actionfilm[49]

Goldene Himbeere 2024
- Nominierung als Schlechteste Neuverfilmung oder billigster Abklatsch
- Nominierung für das Schlechteste Drehbuch (Jez Butterworth, John-Henry Butterworth, David Koepp & James Mangold)

Grammy Awards 2024
- Nominierung als Best Score Soundtrack for Visual Media (John Williams)

Oscarverleihung 2024
- Nominierung für die Beste Filmmusik (John Williams)

Saturn-Award-Verleihung 2024
- Auszeichnung als Bester Fantasyfilm
- Nominierung für die Beste Regie (James Mangold)
- Auszeichnung als Bester Hauptdarsteller (Harrison Ford)
- Nominierung als Bester Nebendarsteller (Mads Mikkelsen)
- Nominierung als Beste Nebendarstellerin (Phoebe Waller-Bridge)
- Auszeichnung für die Beste Filmmusik (John Williams)
- Nominierung für den Besten Schnitt (Andrew Buckland, Michael McCusker und Dirk Westervelt)
- Nominierung für die Besten Kostüme (Joanna Johnston)
- Nominierung für die Besten Effekte (Andrew Whitehurst, Kathy Siegel, Robert Weaver und Alistair Williams)

Screen Actors Guild Awards 2024
- Nominierung als Bestes Stuntensemble

VES Awards 2024
- Nominierung für die Besten visuellen Effekte in einem fotorealistischen Spielfilm
- Nominierung für die Beste erschaffene Umgebung in einem fotorealistischen Spielfilm[50]